# Stefan Bądzyński
Stefan Bądzyński (ur. 1869 – zm. 1928) – polski inżynier chemik, polityk, wicemarszałek Rady Stanu (1918), pierwszy wojewoda białostocki w II Rzeczypospolitej.
W 1893 r. ukończył studia na Wydziale Chemii Politechniki w Zürichu. Członek Ligi Narodowej, działacz spółdzielni rolniczo-handlowych w Kongresówce, dyrektor syndykatu rolniczego w Siedlcach. W 1914 należał do Komitetu Narodowego Polskiego w Warszawie.  Od  22 czerwca  do 7 października 1918  był wicemarszałkiem  Rady Stanu, reprezentując  Międzypartyjne Koło Polityczne. W 1918 został  wiceprezesem Centralnego Towarzystwa Rolniczego. Od 1 lutego do 18 października 1920 był pierwszym wojewodą białostockim.